# Diego Aguado
Diego Aguado Facio (Knezja, 7 februari 2007) is een Spaans voetballer die onder contract ligt bij  Real Madrid.

## Clubcarrière
Aguado sloot zich in 2017 aan bij de jeugdopleiding van Real Madrid. Op 30 november 2024 maakte hij zijn officiële debuut voor Real Madrid Castilla, het beloftenelftal van de club dat dat seizoen uitkwam in de Primera Federación: in de competitiewedstrijd tegen Mérida AD (6-0-zege) in de 73e minuut invallen voor Kike Ribes. Op 6 januari 2025 maakte Aguado ook zijn officiële debuut voor het eerste elftal van de club: trainer Carlo Ancelotti liet hem starten en uiteindelijk een hele wedstrijd meespelen in de bekerwedstrijd tegen Deportiva Minera (0-5-zege). Aguado was dat seizoen al opgenomen in de wedstrijdselectie voor de competitiewedstrijden tegen CD Leganés en Getafe CF, alsook voor de Champions League-wedstrijd tegen Liverpool FC.

## Clubstatistieken
| Seizoen         | Club                 | Land            | Competitie         | Competitie | Competitie | Beker | Beker | Supercup | Supercup | Europees | Europees | Totaal | Totaal |
| Seizoen         | Club                 | Land            | Competitie         | Wed.       | Dlp.       | Wed.  | Dlp.  | Wed.     | Dlp.     | Wed.     | Dlp.     | Wed.   | Dlp.   |
| --------------- | -------------------- | --------------- | ------------------ | ---------- | ---------- | ----- | ----- | -------- | -------- | -------- | -------- | ------ | ------ |
| 2024/25         | Real Madrid Castilla | Vlag van Spanje | Primera Federación | 1          | 0          | —     | —     | —        | —        | —        | —        | 1      | 0      |
| 2024/25         | Real Madrid          | Vlag van Spanje | Primera División   | 0          | 0          | 1     | 0     | 0        | 0        | 0        | 0        | 1      | 0      |
| Carrière totaal | Carrière totaal      | Carrière totaal | Carrière totaal    | 1          | 0          | 1     | 0     | 0        | 0        | 0        | 0        | 2      | 0      |

Bijgewerkt op 7 januari 2025.